# Stauntonia duclouxii
Stauntonia duclouxii är en narrbuskeväxtart som beskrevs av François Gagnepain. Stauntonia duclouxii ingår i släktet Stauntonia och familjen narrbuskeväxter. Inga underarter finns listade i Catalogue of Life.